# Art deco

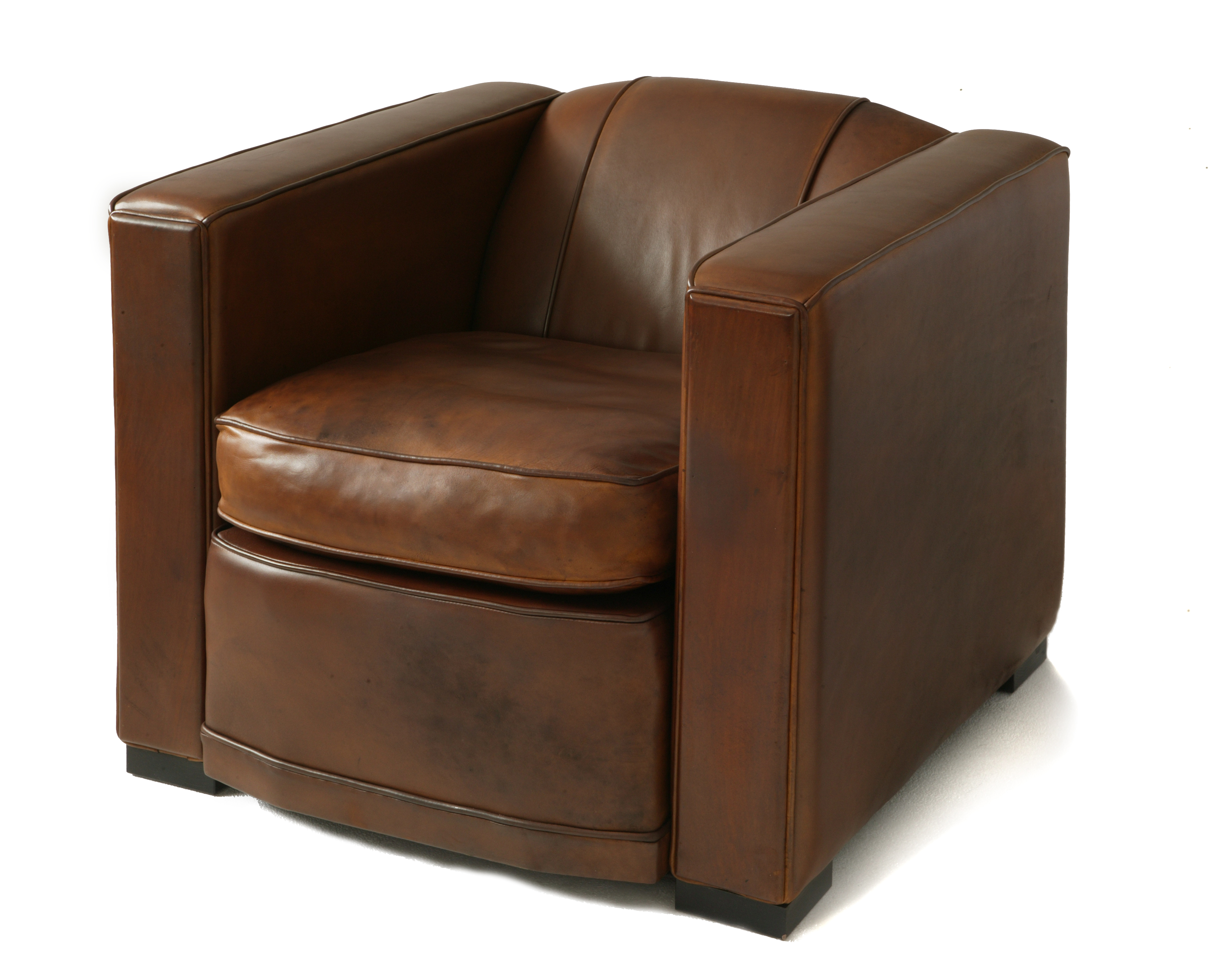
Klasické kubické křeslo ve stylu art deco

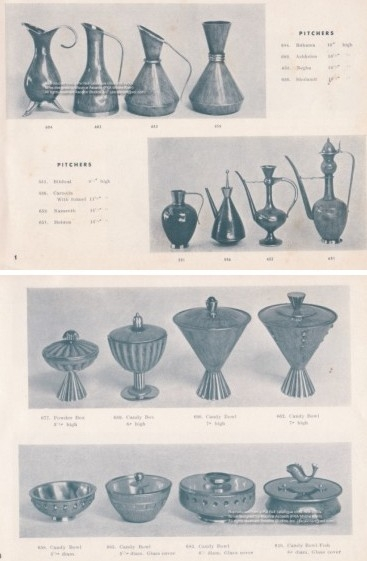
Kovové vázy a mísy Pal-Bell, design Maurice Ascalon (1913–2003)

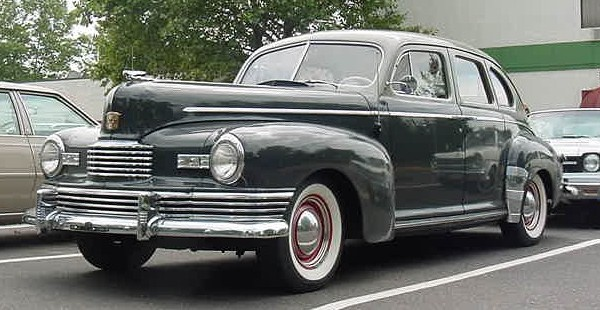
Automobil Nash Ambassador, jehož design je ovlivněn stylem Art deco

Art deco je univerzální dekorativní styl, který se rozšířil především v Evropě a v USA ve 20. a 30. letech dvacátého století v průmyslu a řemesle. Nese rysy mnoha směrů, především kubismu, futurismu a secese.

## Vznik
Vznik tohoto stylu sahá do začátku 20. století, kdy byla ve Francii značně rozšířena secese – se svými jednoduchými liniemi a křiklavou barevností. Vedle secese se začaly v architektuře prosazovat modernistické tendence a v umění nové moderní styly – především kubismus. 
Tyto trendy a jisté „šílení“ společnosti vším moderním (což bylo do určité míry ovlivněno novými vynálezy a rozvojem průmyslu) se skloubily v novém stylu, jež se poprvé prezentoval v roce 1925 v Paříži, ve které se konala v témže roce výstava dekorativního umění (Exposition Internationale des Arts Décoratifs et industriels Modernes). Na této výstavě byly vystavovány užité předměty ovlivněny modernismem. 

## Vývoj a rozšíření
Třebaže byl nový styl art deco ve svém počátku v jistém smyslu styl luxusní a určený především pro bohaté lidi, získal si ohromnou oblibu v široké veřejnosti. Jeho typické rysy tak byly reprodukovány v masovém měřítku a v mnoha oborech. 

## Oblasti rozšíření
Hlavní oblasti, ve kterých se styl art deco prosadil:

### Předměty denní potřeby
Předměty určené ke každodenní činnosti se vyznačovaly vysokým leskem, zjednodušenými liniemi a čistými barvami. Na výrobu takových předmětů jako jsou pudřenky, zrcátka, náramkové hodinky či osvětlovací tělesa se začaly hojně používat materiály jako: sklo, keramika, moderní bakelit nebo leštěný chrom.

### Výtvarné umění
Plakáty a obaly knih se vyznačovaly silnými konturami, jasnými barvami a výraznými písmeny. Dobrým příkladem je úvodní sekvence ve filmech studia Universal Pictures – otáčející se planeta a zářící sluneční soustava s nápisem universal, jež se používá dodnes.
Na obrazech vynikaly výrazné barvy a tonální kontrasty, simulující ve své době oblíbené lesklé materiály. Klíčovou představitelkou malby ve stylu art deco je Tamara de Lempicka. 

### Automobilismus
Art deco výrazně ovlivnil design rodícího se automobilismu. Typické jsou tvarově jednoduché automobily proudnicového tvaru s luxusním interiérem (pohodlná sedačka nebo dřevěné obklady interiéru).

### Architektura
Nejlepším reprezentantem tohoto stylu v architektuře je slavná budova Chrysler Building v centru New Yorku; na této stavbě jsou patrné hlavní rysy: pevně daná linie (na rozdíl od „křivolaké“ secese) a dekorativní interiér. Českým představitelem stylu art deco je hotel Alcron postavený v roce 1932 Aloisem Kroftou.

## Vliv

### Minulost před první světovou válkou
Art deco nebyl jednotný styl, ale soubor různých a někdy protichůdných stylů. V architektuře byl art deco nástupcem secese a reakcí na ni, stylem, který v Evropě vzkvétal v letech 1895 až 1900 a koexistoval s výtvarným a neoklasicistním stylem, které dominovaly evropské a americké architektuře. V roce 1905 Eugène Grasset napsal a publikoval Metodu kompozičního designu "Prvky přímek", v níž systematicky zkoumal dekorativní aspekty geometrických prvků, tvarů, motivů a jejich variací v kontrastu (a jako odklon od) zvlněného secesního stylu Hectora Guimarda, tak populárního v Paříži o několik let dříve.

### Starověké a mimoevropské civilizace
Art Deco si vypůjčilo a využilo mnoho různých stylů v dekoraci. Patřilo k nim i postmoderní umění z celého světa, které je k vidění v Muzeu Louvre, Muzeu člověka a Národním muzeu afrického a oceánského umění. Zájem o archeologii byl populární také díky vykopávkám v Pompejích, Troji a hrobce faraona z 18. dynastie – Tutanchamona. Umělci a designéři kombinovali motivy ze starověkého Egypta, Afriky, Mezopotámie, Řecka, Říma, Asie, Mezoameriky a Oceánie s prvky doby strojové.

### První avantgardní hnutí 20. století
Mezi další vypůjčené styly patřily futurismus, orfismus, funkcionalismus a modernismus obecně. Kubismus odhaluje svůj dekorativní potenciál v estetice art deco, když je přenesen z plátna na textilní materiál nebo tapetu. Sonya Delaunay prezentuje své návrhy oděvů v abstraktním a geometrickém stylu, "jako živé obrazy nebo sochy živých forem".

## Galerie

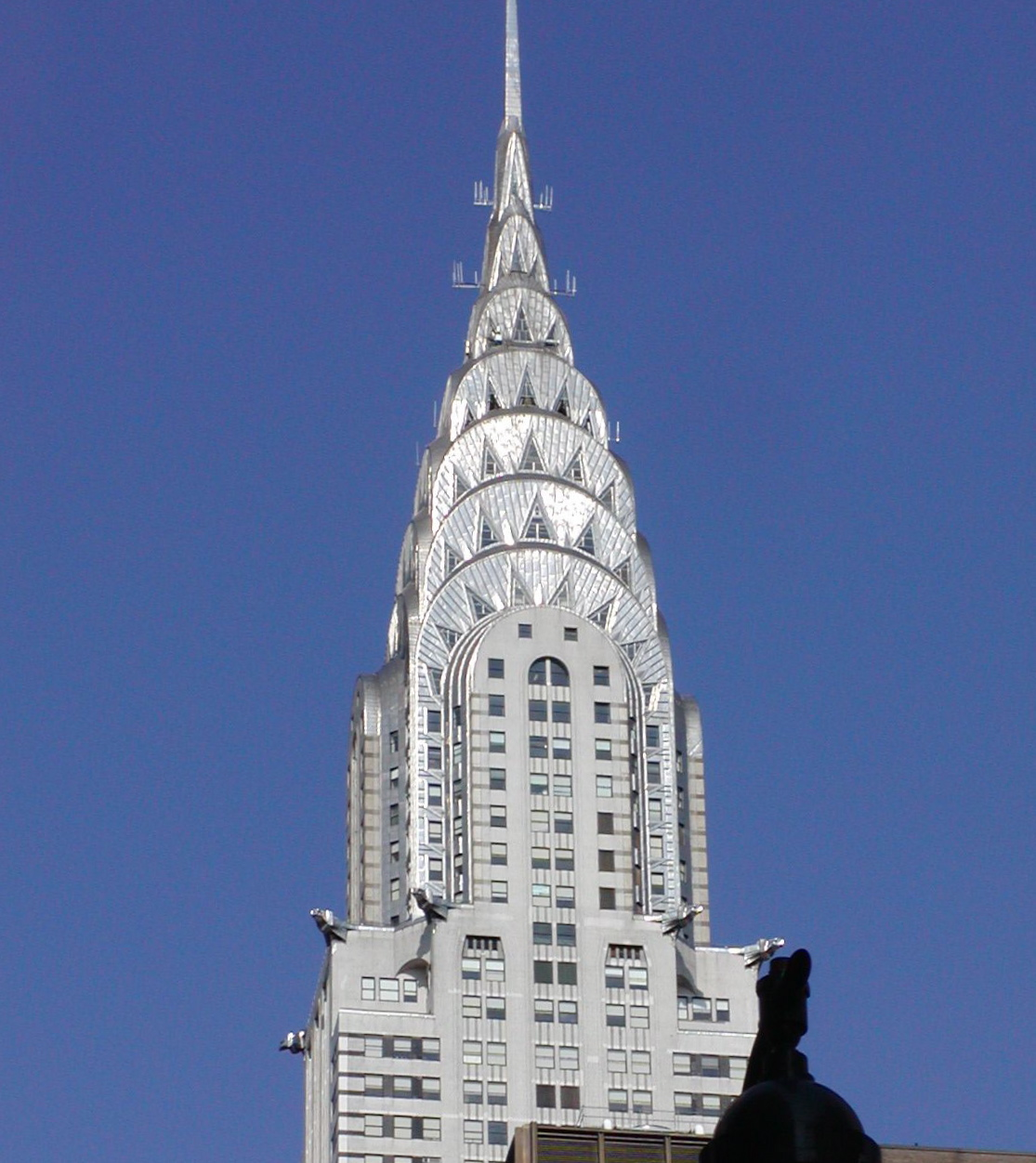
Chrysler Building
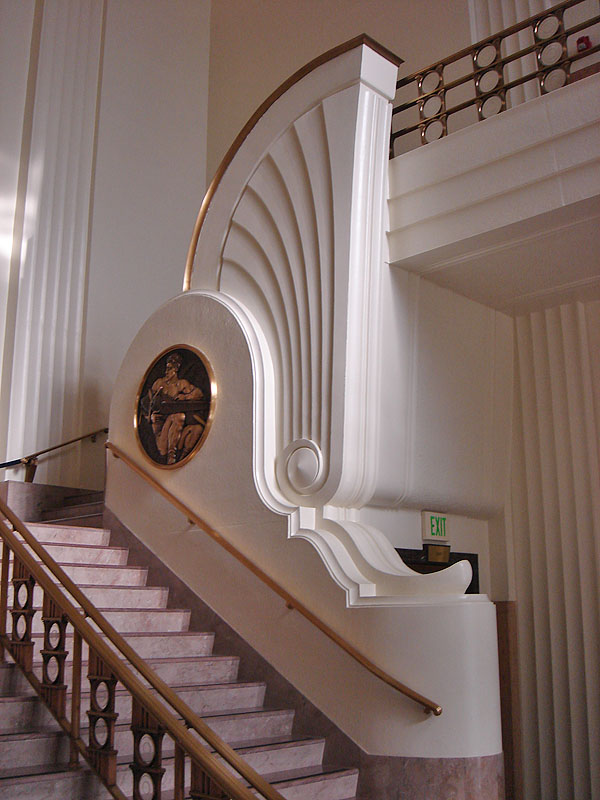
Schodiště v Burbank City Hall
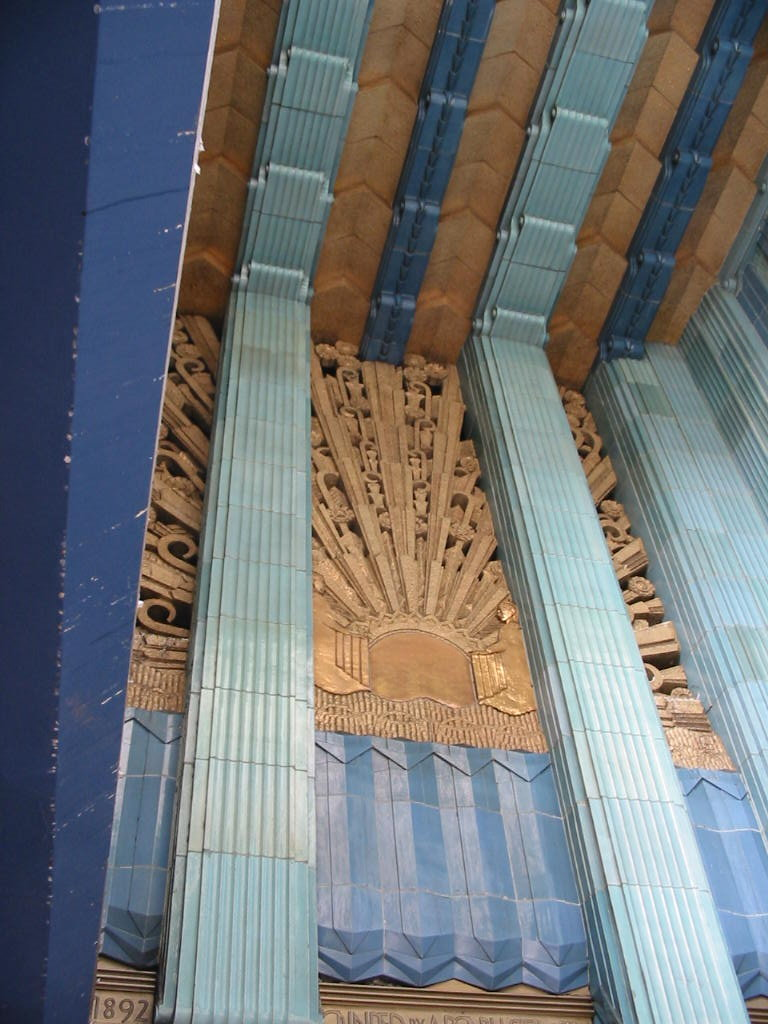
Výzdoba Eastern Columbia Building v Los Angeles
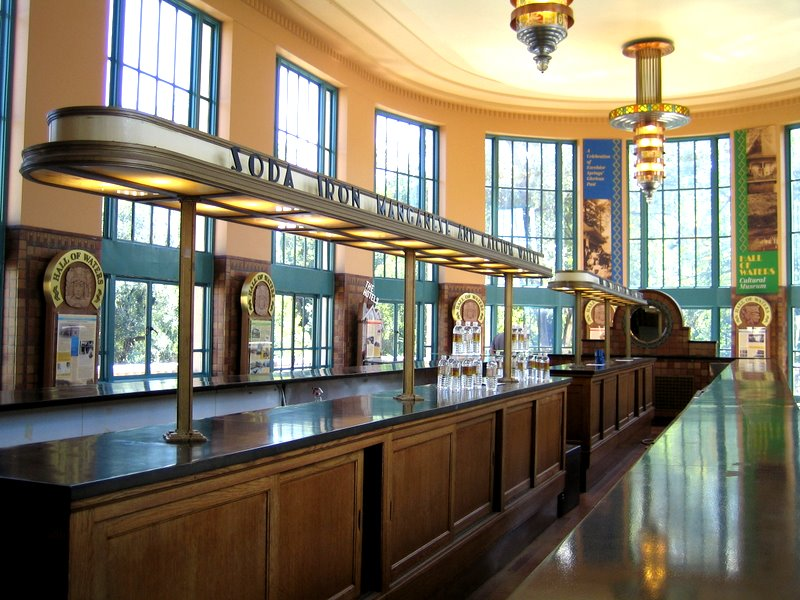
Art-decový interiér baru
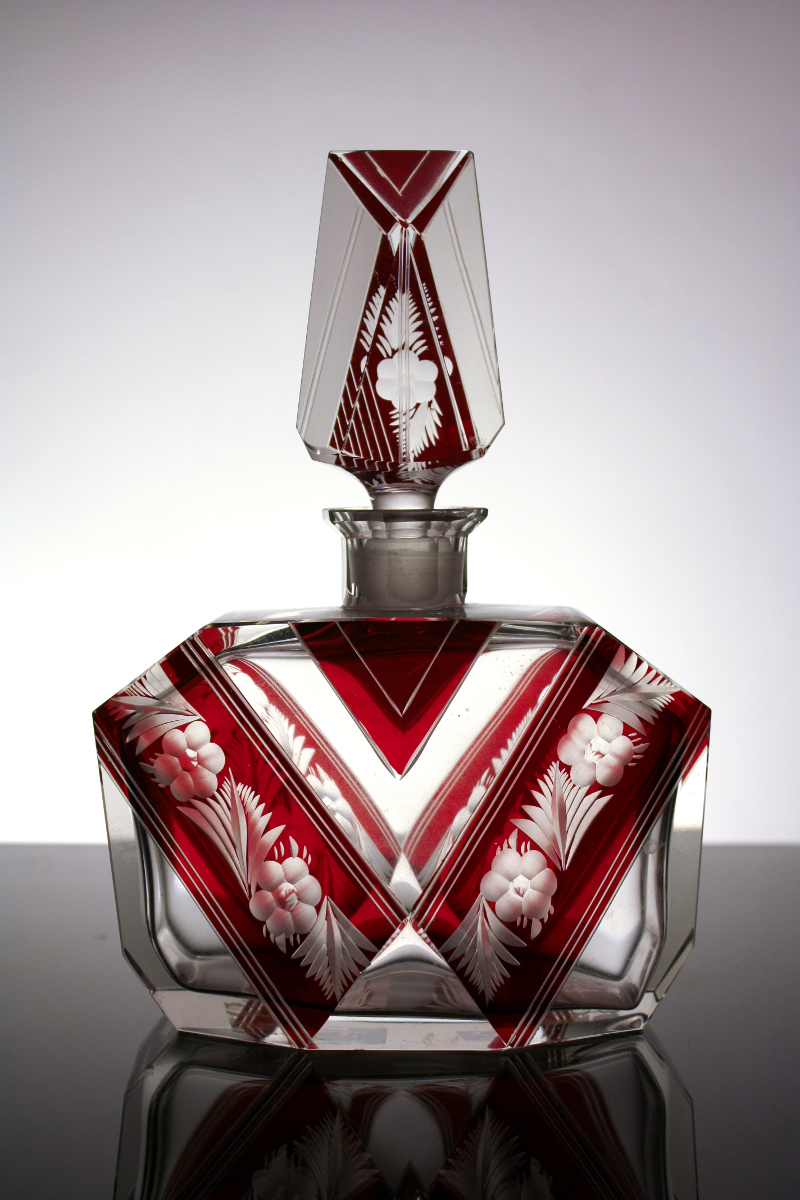
Karafa ve stylu Art deco
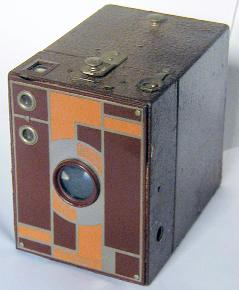
Fotoaparát Beau Brownie ve stylu art deco, design: Walter Dorwin Teague